# Liste der Bodendenkmäler in Schnaittach
Auf dieser Seite sind die Bodendenkmäler in dem mittelfränkischen Markt Schnaittach zusammengestellt. Diese Tabelle ist eine Teilliste der Liste der Bodendenkmäler in Bayern. Grundlage ist die Bayerische Denkmalliste, die auf Basis des Bayerischen Denkmalschutzgesetzes vom 1. Oktober 1973 erstmals erstellt wurde und seither durch das Bayerische Landesamt für Denkmalpflege geführt wird. Die folgenden Angaben ersetzen nicht die rechtsverbindliche Auskunft der Denkmalschutzbehörde.

Mit dem Stand vom 3. Juli 2018 sind 23 Bodendenkmäler von Schnaittach in der Bayerischen Denkmalliste eingetragen.

## Hinweise zu den Angaben in der Tabelle
- Spalte Name, Bezeichnung: Bezeichnung des denkmalgeschützten Objektes
- Spalte Ortsteil: Ortsteil, in dem sich das denkmalgeschützte Objekt befindet
- Spalte  Koordinaten: Geografischer Standort
- Spalte Denkmalnummer: Offizielle Denkmalnummer des Bayerischen Landesamts für Denkmalpflege
- Spalte Zeitstellung: Besondere Daten, so weit bekannt oder ableitbar, teilweise auch Datum der Ersterwähnung der Liegenschaft
- Spalte Denkmalumfang, Bemerkung: Nähere Erläuterungen über den Denkmalstatus, den Umfang der Liegenschaft und ihre Besonderheiten

Bis auf die Spalte Bild sind alle Spalten sortierbar.

## Liste der Bodendenkmäler
| Name, Bezeichnung | Ortsteil                        | Koordinaten                        | Denkmalnummer | Zeitstellung                                                                    | Denkmalumfang, Bemerkung                                                                                      | Bild           |
| --- | ------------------------------- | ---------------------------------- | ------------- | ------------------------------------------------------------------------------- | --- | -------------- |
| Siedlung vorgeschichtlicher Zeitstellung                                                                             | Freiröttenbach                  | 49° 36′ 20,33″ N, 11° 17′ 34,56″ O | D-5-6333-0016 |                                                                                 | Auf dem Epperlesberg bei Lillinghof                                                                           |                |
| Höhlenstation der Latènezeit                                                                                         | Haidling                        | 49° 36′ 7,71″ N, 11° 22′ 55,14″ O  | D-5-6334-0009 |                                                                                 | Räuberloch bei Osternohe (D 9), in der Steinleite bei Götzlesberg                                             |                |
| Grabhügel vorgeschichtlicher Zeitstellung                                                                            | Schnaittach                     | 49° 33′ 20,98″ N, 11° 19′ 41,31″ O | D-5-6433-0163 |                                                                                 | Im Bereich der Kreuzung Simonshofer Straße/Fuchsstraße in Schnaittach. Heute durch moderne Bebauung überdeckt |                |
| Grabhügel vorgeschichtlicher Zeitstellung                                                                            | Schnaittach                     | 49° 32′ 56,4″ N, 11° 19′ 12,88″ O  | D-5-6433-0164 |                                                                                 | Westlich des Autobahnrastplatzes Wolfshöhe                                                                    |                |
| Grabhügel vorgeschichtlicher Zeitstellung                                                                            | Germersberg                     | 49° 34′ 8,78″ N, 11° 16′ 20,45″ O  | D-5-6433-0167 |                                                                                 | Auf dem Steinbühl                                                                                             |                |
| Siedlung der Späthallstatt- und Frühlatènezeit                                                                       | Germersberg                     | 49° 34′ 33,87″ N, 11° 17′ 29,67″ O | D-5-6433-0168 |                                                                                 | In der Flur Rosenhof bei Germersberg                                                                          |                |
| Siedlung vor- und frühgeschichtlicher Zeitstellung                                                                   | Germersberg                     | 49° 34′ 35,93″ N, 11° 17′ 14,54″ O | D-5-6433-0169 |                                                                                 | In der Flur Rosenhof bei Germersberg                                                                          |                |
| Grabhügel vorgeschichtlicher Zeitstellung                                                                            | Großbellhofen                   | 49° 35′ 12,61″ N, 11° 18′ 51,44″ O | D-5-6433-0170 |                                                                                 | In der Flur In der Hölle                                                                                      |                |
| Mittelalterlicher Burgstall                                                                                          | Hedersdorf/Simmelsdorf          | 49° 34′ 46,62″ N, 11° 19′ 30,31″ O | D-5-6433-0172 | Um 1200 errichtet                                                               | Burgstall Alter Rothenberg. Gemeindegrenze zu Simmelsdorf überschreitendes Bodendenkmal                       | weitere Bilder |
| Grabhügel vorgeschichtlicher Zeitstellung                                                                            | Großbellhofen/Simmelsdorf       | 49° 35′ 6,89″ N, 11° 18′ 57,33″ O  | D-5-6433-0173 |                                                                                 | Auf dem Reisberg bei Weigensdorf. Gemeindegrenze zu Simmelsdorf überschreitendes Bodendenkmal                 |                |
| Freilandstation des Mesolithikums, Siedlung der Spätbronze-, Urnenfelder- und Hallstattzeit                          | Germersberg                     | 49° 34′ 33,38″ N, 11° 17′ 3,05″ O  | D-5-6433-0178 |                                                                                 | Südlich von Germersberg                                                                                       |                |
| Grabhügel vorgeschichtlicher Zeitstellung                                                                            | Großbellhofen                   | 49° 34′ 41,94″ N, 11° 18′ 30,27″ O | D-5-6433-0179 |                                                                                 | Südöstlich von Weigensdorf                                                                                    |                |
| Grabhügel der Hallstattzeit                                                                                          | Germersberg/Lauf an der Pegnitz | 49° 33′ 40,98″ N, 11° 16′ 58,13″ O | D-5-6433-0184 |                                                                                 | In der Waldflur Brandsengel. Gemeindegrenze zu Lauf an der Pegnitz überschreitendes Bodendenkmal              |                |
| Mittelalterliche und frühneuzeitliche Befunde im Bereich der katholischen Pfarrkirche St. Walburgis                  | Kirchröttenbach                 | 49° 34′ 59,25″ N, 11° 16′ 21,75″ O | D-5-6433-0193 |                                                                                 | Kirche St. Walburgis                                                                                          |                |
| Grabhügel vorgeschichtlicher Zeitstellung                                                                            | Freiröttenbach                  | 49° 35′ 34,41″ N, 11° 17′ 26,23″ O | D-5-6433-0264 |                                                                                 | In der Flur Kirchenschlag                                                                                     |                |
| Burg und Wüstung des Mittelalters, Festung der frühen Neuzeit                                                        | Schnaittach                     | 49° 33′ 17,28″ N, 11° 21′ 37,02″ O | D-5-6434-0114 | Burg um 1330 errichtet, spätestens in den Jahren nach 1537 zur Festung umgebaut | Festung Rothenberg                                                                                            | weitere Bilder |
| Grabhügel vorgeschichtlicher Zeitstellung                                                                            | Schnaittach                     | 49° 33′ 3,59″ N, 11° 21′ 26,42″ O  | D-5-6434-0116 |                                                                                 | Am Rothenberg                                                                                                 |                |
| Mittelalterliche Burg                                                                                                | Osternohe                       | 49° 35′ 15,45″ N, 11° 22′ 36,07″ O | D-5-6434-0123 | Vermutlich um 1200 errichtet                                                    | Burgruine Osternohe                                                                                           | weitere Bilder |
| Grabhügel der Bronze- und Hallstattzeit                                                                              | Siegersdorf/Kirchensittenbach   | 49° 32′ 48,85″ N, 11° 23′ 9,82″ O  | D-5-6434-0125 |                                                                                 | In der Waldflur Weidenschlag. Gemeindegrenze zu Kirchensittenbach überschreitendes Bodendenkmal               |                |
| Frühneuzeitliche Schanze                                                                                             | Rabenshof                       | 49° 33′ 41,53″ N, 11° 22′ 18,66″ O | D-5-6434-0127 |                                                                                 | Östlich von Enzenreuth                                                                                        |                |
| Mittelalterliche und frühneuzeitliche Befunde im Bereich der katholischen Pfarrkirche St. Kunigund                   | Schnaittach                     | 49° 33′ 35,73″ N, 11° 20′ 29,7″ O  | D-5-6434-0181 |                                                                                 | Kirche St. Kunigund                                                                                           |                |
| Mittelalterliche und neuzeitliche Marktsiedlung Schnaittach                                                          | Schnaittach                     | 49° 33′ 30,42″ N, 11° 20′ 25,66″ O | D-5-6434-0182 |                                                                                 | Schnaittach                                                                                                   |                |
| Mittelalterliche und frühneuzeitliche Befunde im Bereich der evangelisch-lutherischen Pfarrkirche Hl. Dreifaltigkeit | Osternohe                       | 49° 35′ 8,96″ N, 11° 22′ 11,09″ O  | D-5-6434-0187 |                                                                                 | Kirche Hl. Dreifaltigkeit                                                                                     |                |